# Ours russe
 (octobre 2020).
Si vous disposez d'ouvrages ou d'articles de référence ou si vous connaissez des sites web de qualité traitant du thème abordé ici, merci de compléter l'article en donnant les références utiles à sa vérifiabilité et en les liant à la section « Notes et références ».

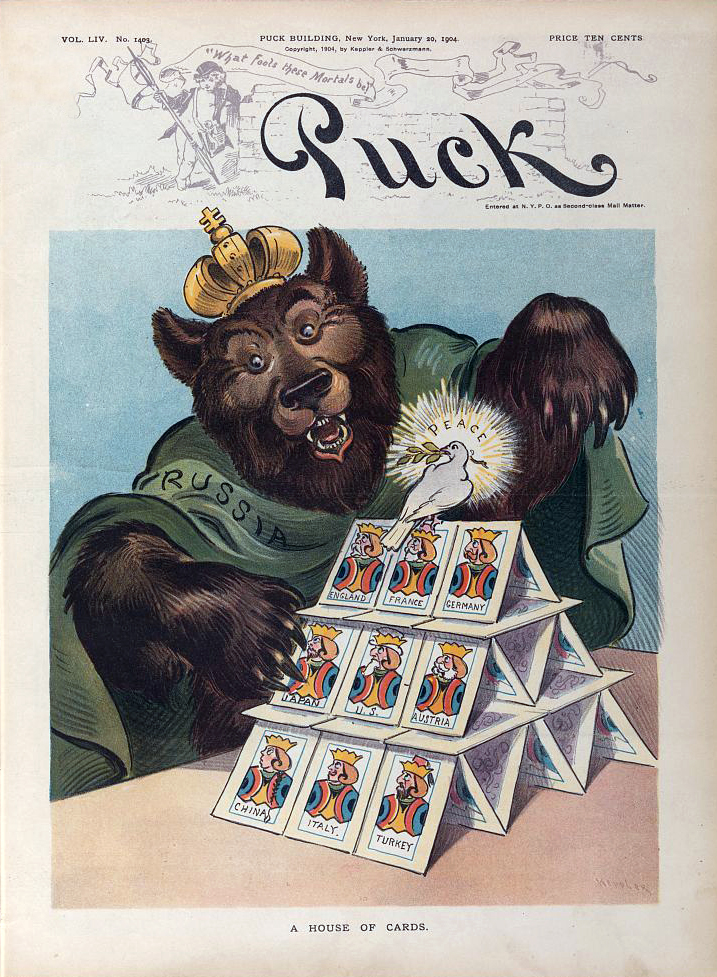
Caricature américaine, 1904

L'ours russe (russe : Русский медведь) est un des symboles de la Russie (généralement un ours brun eurasien), utilisé dans les dessins animés, des articles et des pièces dramatiques depuis dès le XVIe siècle, et se rapportant aussi bien à l'Empire russe et à l'Union soviétique qu'à l'actuelle fédération de Russie. Il a été et est souvent utilisé par les Occidentaux, originellement par les caricaturistes britanniques et plus tard par les caricaturistes américains, et rarement dans un contexte flatteur. Il laisse entendre que la Russie est "grande, brutale et maladroite".

## Histoire
L'image de l'ours a été reprise à plusieurs occasions (notamment au XXe siècle) par les Russes eux-mêmes. Prendre l'ourson " Micha " comme mascotte des Jeux Olympiques de Moscou de 1980 visait évidemment à contrer l'image du «grand et brutal ours russe» avec un petit ourson câlin et souriant.
En Russie, les associations avec l'image de l'ours ont reçu des réactions relativement mitigées. D'une part, les Russes eux-mêmes apprécient l'ours pour sa puissance brute et sa ruse, et les ours sont très souvent utilisés comme mascottes ou dans le cadre d'un dessin sur un logo. D'autre part, la surutilisation de l'image de l'ours par des étrangers visitant la Russie avant le XXe siècle a conduit à rendre l'image de l'ours telle une sorte de blague d'initié, postulant que "les rues russes sont pleines d'ours" comme un exemple inexact d'information sur la Russie.
Après l'effondrement de l'Union soviétique, il y avait un certain soutien au Parlement russe pour avoir un ours comme nouvelles armoiries de la Russie - les proposants soulignant que "la Russie est de toute façon identifiée dans le monde avec l'ours" - bien que ce soient finalement les armoiries de l'aigle à deux têtes de l'époque tsariste qui ont été restaurées.
Plus tard, l'ours est devenu le symbole du Parti Russie unie, qui domine la vie politique en Russie depuis le début des années 2000. Par coïncidence, le nom de famille de Dmitri Medvedev, le président russe élu en 2008, est l'adjectif possessif de медведь: c'est-à-dire que son nom signifie «ours».
Lors de sa campagne de réélection réussie en 1984, Ronald Reagan a utilisé le motif de l'ours dans la célèbre publicité «Ours dans les bois», qui affirmait qu'il reconnaissait l'existence d'une menace soviétique et que son adversaire en niait l'existence.

## Galerie

### De Russie

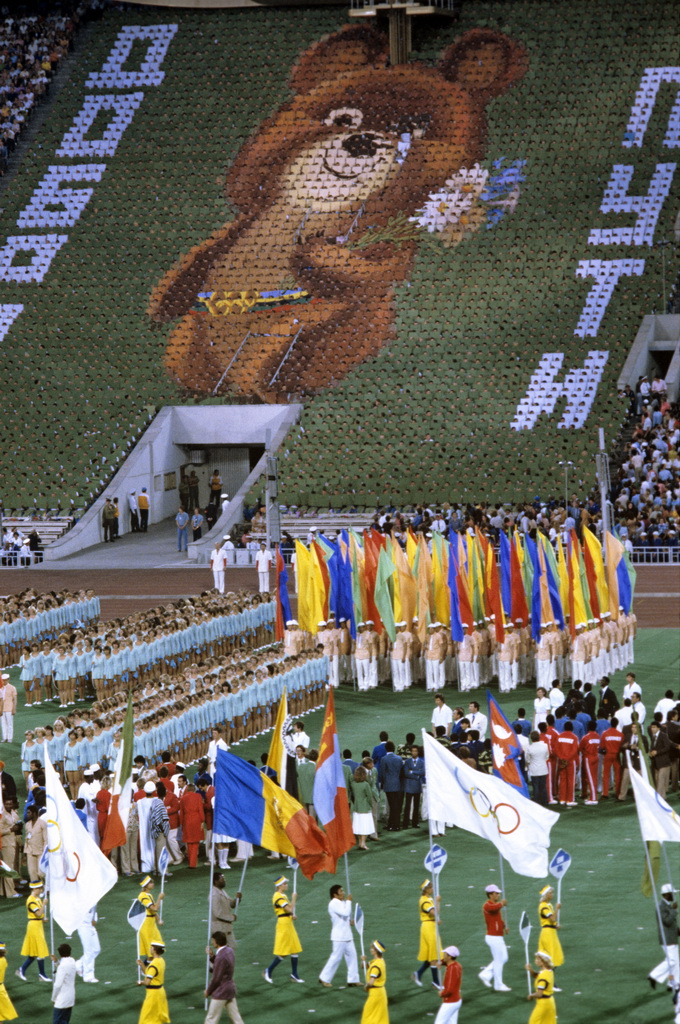
Micha l'ours en peluche, la mascotte des Jeux Olympiques de Moscou (1980)
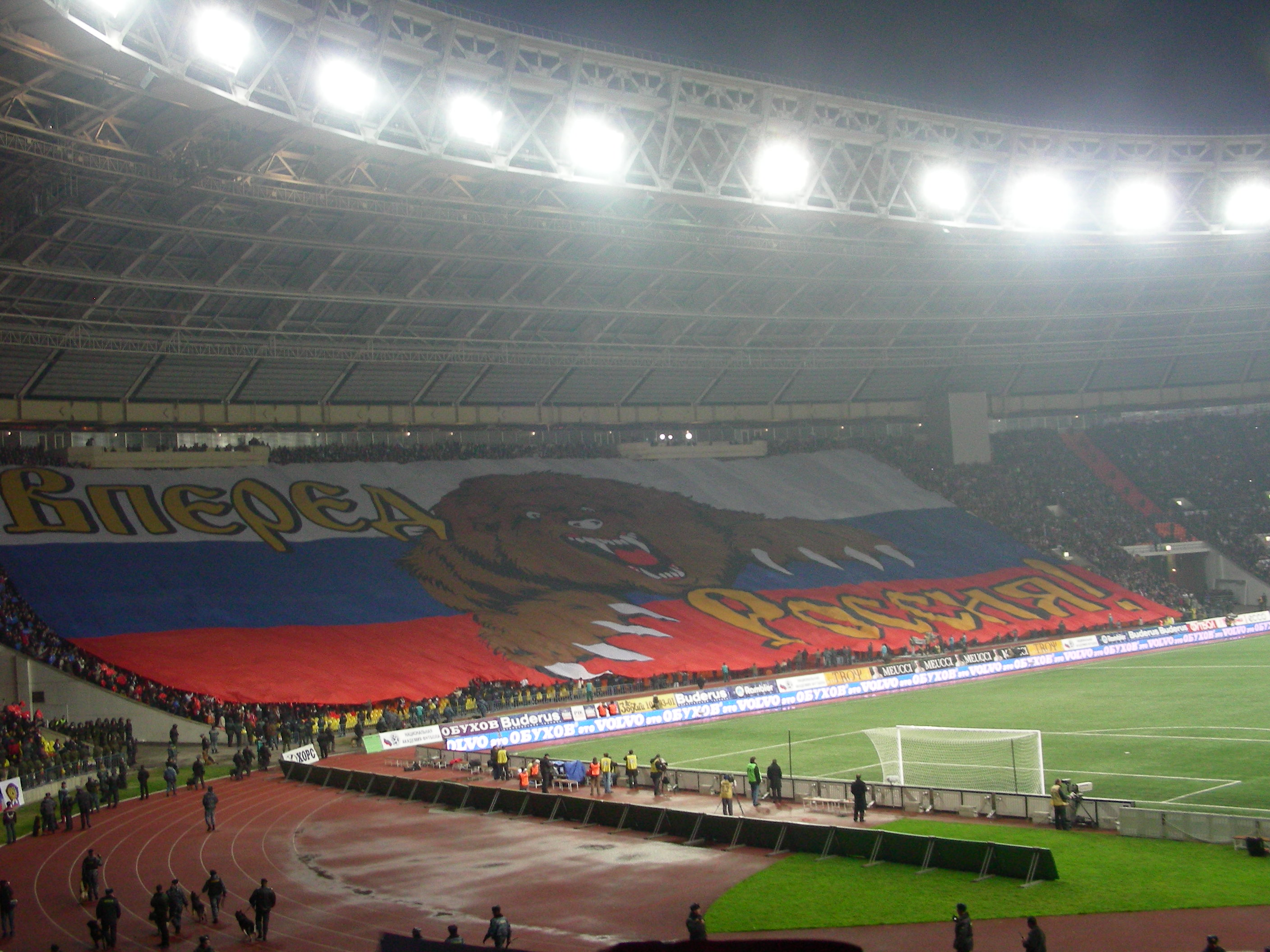
Bannière représentant l'ours russe déployée par des supporters de football russes (l'inscription dit "En avant, la Russie!")
Armoiries de Novgorod

### De l'extérieur de la Russie

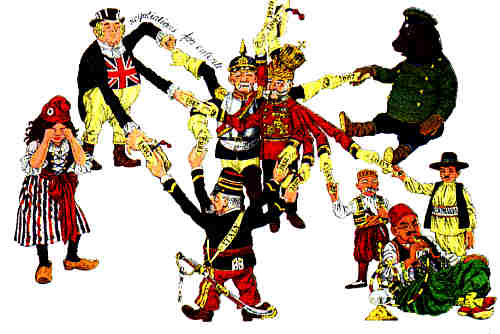
L'ours russe (assis, à droite) parmi les puissances européennes courtisées par Bismarck pour isoler la France
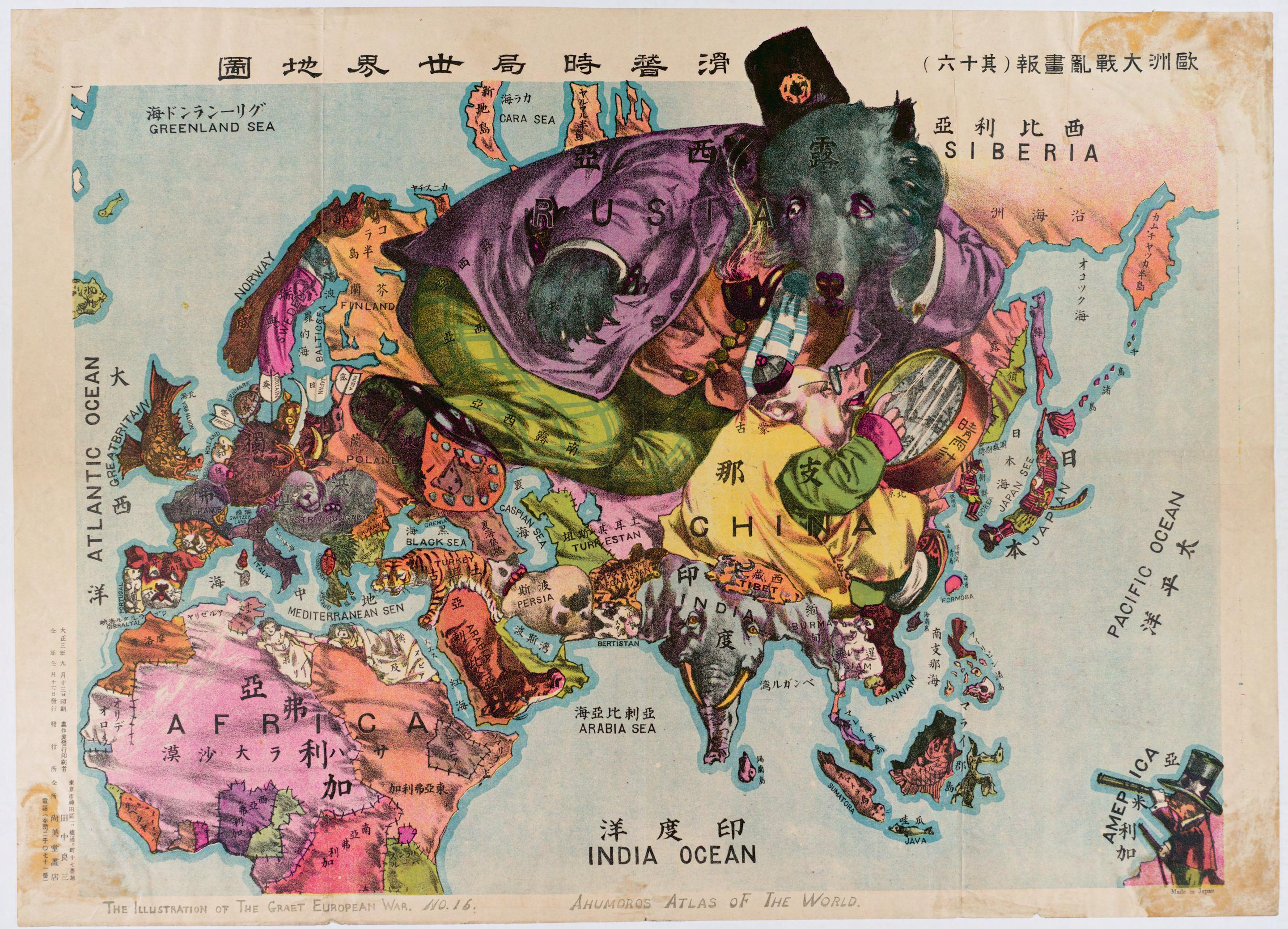
Une carte du monde japonaise humoristique représentant la Russie comme un gros ours
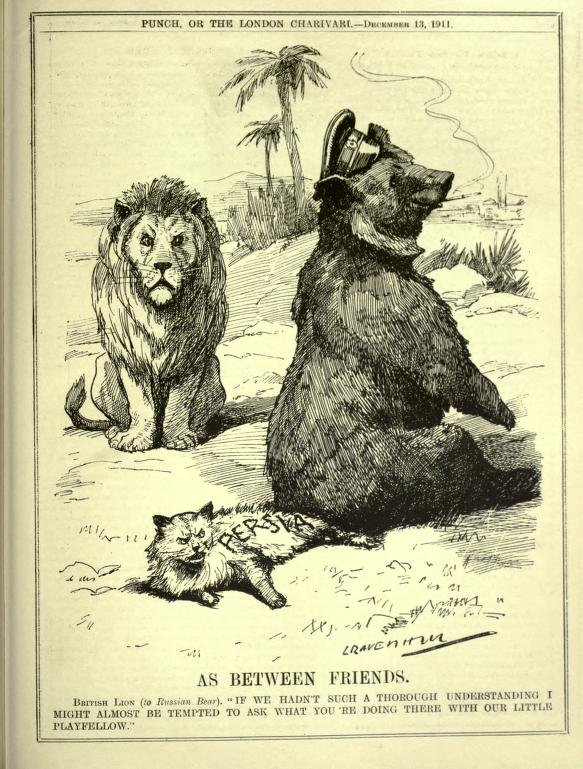
Caricature du magazine satirique anglais Punch, ou The London Charivari. Avec l'ours russe assis sur la queue du chat persan sous le regard du lion britannique, cela représente une phase du grand jeu. La légende se lit comme suit: "COMME ENTRE AMIS. British Lion (à Russian Bear). 'SI NOUS N'AVONS PAS UNE COMPRÉHENSION COMPLÈTE, JE POURRAIS PRESQUE ÊTRE TENTÉ DE VOUS DEMANDER CE QUE VOUS FAITES LÀ AVEC NOTRE PETIT CAMARADE DE JEUX.'"
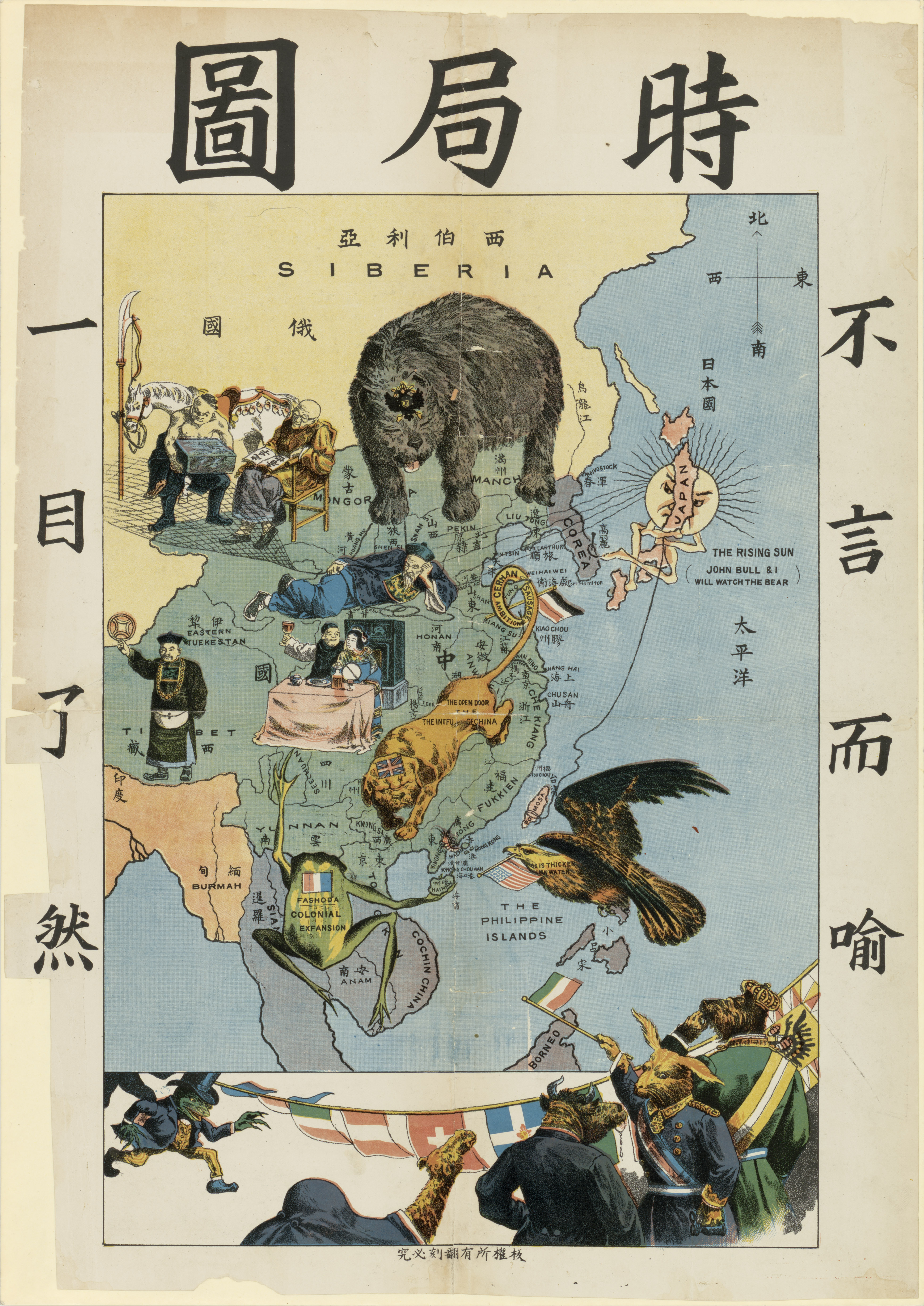
Vue chinoise de la situation dans l'extrême orient, 1905. Ours pour la Russie venant du nord, bulldog pour le Royaume-Uni dans le sud de la Chine, grenouille pour la France en Asie du Sud-Est et aigle américain pour les États-Unis venant des Philippines
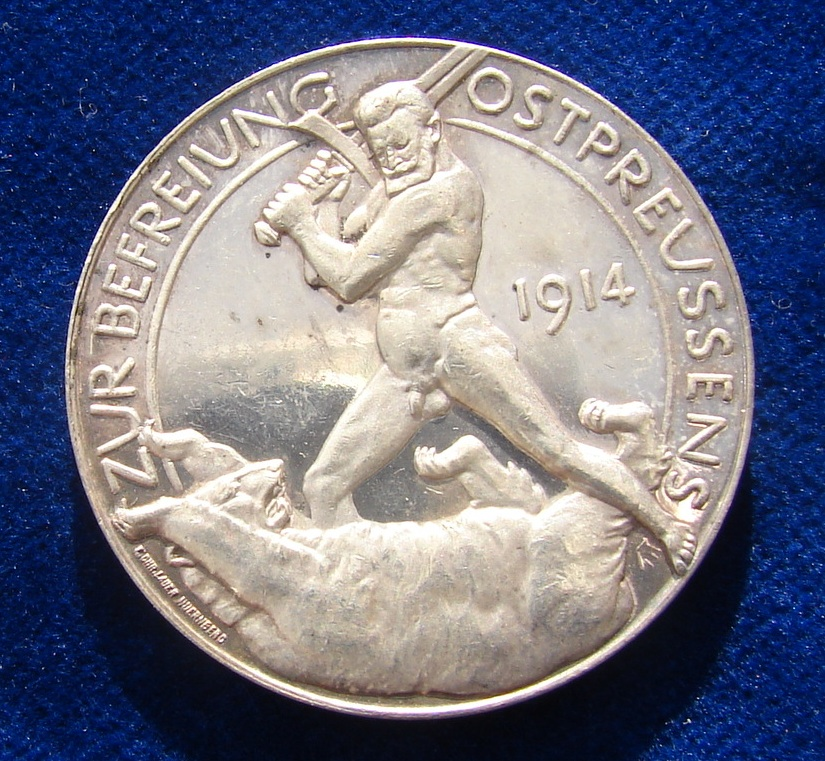
Le revers d'un médaillon d'argent allemand de la Première Guerre mondiale célébrant la libération de la Prusse orientale en 1914 par Paul von Beneckendorff und von Hindenburg, se référant à la bataille de Tannenberg. C'est une représentation du général Hindenburg nu combattant un ours russe avec son épée.